# Kleňany
Kleňany (allemand : Kleinen,  hongrois : Kelenye) est un village de Slovaquie situé dans la région de Banská Bystrica.

## Histoire
La première mention écrite du village date de 1235.
La localité fut annexée par la Hongrie après le premier arbitrage de Vienne le 2 novembre 1938. En 1938, on comptait 615 habitants dont 6 d'origine juive. Elle faisait partie du district de Šahy (hongrois : Ipolysági járás). Le nom de la localité avant la Seconde Guerre mondiale était Kleňany/Kelénye. Durant la période 1938 - 1945, le nom hongrois Kelenye était d'usage. À la libération, la commune a été réintégrée dans la Tchécoslovaquie reconstituée.

## Démographie

### Évolution de la population
| Année:               | 1994. | 2004.    | 2014.    | 2024.   |
| -------------------- | ----- | -------- | -------- | ------- |
| Nombre de personnes: | 403   | 328      | 276      | 262     |
| Différence:          |       | -18,61 % | -15,85 % | -5,07 % |

| Année:               | 2023. | 2024.   |
| -------------------- | ----- | ------- |
| Nombre de personnes: | 269   | 262     |
| Différence:          |       | -2,60 % |